# Prisma (revista)
Prisma : revista trimensal de Filosofia, Ciência e Arte publicou-se no Porto, entre julho de 1936 e abril de 1941, ao longo de 12 números publicados com uma periodicidade irregular. Tendo como diretor Aarão de Lacerda e como editor literário Alexandre Coelho, esta revista é, nas palavras do primeiro, uma “nova tentativa de lançar no nosso escasso meio literário uma revista de cultura", “procurará estudar os diferentes itinerários das almas” e “estudará a vida das formas plásticas”. Conta com uma extensa a lista de colaboradores litarários: Vieira de Almeida, Francisco Pereira de Sequeira, Henrique de Campo Belo, Cláudio Carneiro, A. L. de Carvalho, Roberto Carvalho, Luiz Moreira de Sá e Costa, Sant’Anna Dionísio, Manuel de Figueiredo, Joaquim Freitas Gonçalves, Diogo José de Macedo Junior, Armando Leça, Américo Pires de Lima, Augusto César Pires de Lima, Diogo de Macedo, Armando de Matos, Alberto Meira, Adolfo Casais Monteiro, Carlos Manuel Ramos, Delfim Santos, Luís de Pina, Costa Sacadura, Campos de Figueiredo, António Correia de Oliveira, Luiz Guedes Oliveira, João de Castro Osorio, Fernando de Pamplona, Camilo Pessanha, Alberto de Serpa, Pedro Homem de Melo, António de Sousa e Robert Burns